# Bibbona
Bibbona és un comune (municipi) de la província de Liorna, a la regió italiana de la Toscana, situat a uns 80 quilòmetres al sud-oest de Florència i a uns 40 quilòmetres al sud de Liorna. A 1 de gener de 2019 la seva població era de 3.249 habitants.
Bibbona limita amb els següents municipis: Castagneto Carducci, Cecina, Guardistallo, Montecatini Val di Cecina, Monteverdi Marittimo i Casale Marittimo.

## Història
La situació muntanyosa de la ciutat permetia defenses naturals, i es coneixen fortificacions ja a principis de l'edat mitjana. Es coneix que la zona va estar habitada anteriorment pels etruscs, per les tombes i altres troballes arqueològiques, i més tard pels romans.
A la primera edat mitjana, la ciutat i les fortificacions eren en possessió de la família Gherardesca, i les seves explotacions foren confirmades pel papa Innocenci III al segle xii. Posteriorment, la propietat es va traslladar a les ciutats lliures de Volterra, Pisa i, eventualment, a Florència.

## Llocs d'interès
- Pieve di Sant'Ilario (església d'estil romànic, fundada al segle xi).
- Palazzo del Comune Vecchio, també medieval.
- Fort de Bibbone, construït pels grans ducs de la Toscana al segle xviii.